# آغجابدیع
آغجابدیع یا آقجه‌بدیع (به لاتین: Ağcabədi) شهری در شهرستان آغجابدیع کشور جمهوری آذربایجان است. جمعیت این شهر بر اساس سرشماری سال ۱۹۸۹ میلادی، ۲۵٫۱۶۲ نفر و بر اساس سرشماری سال ۲۰۰۸ میلادی، ۳۶٫۰۰۰ بوده‌است.